# Филиппов, Константин Иванович
Константин Иванович Филиппов (26 мая 1900 — 24 мая 1983) — советский государственный и хозяйственный деятель.

## Биография
Родился в 1900 году в семье железнодорожника.
Участник революционной деятельности.
Слесарь, помощник машиниста, машинист, паровозный мастер в депо Люблино.
Служил в Красной армии, окончил школу красных командиров.
В 1924 г. стал членом РСДРП(б).
В 1931 г. окончил МИИТ, и был направлен в Ярославль главным инженером паровозоремонтного завода.
В 1932 г. — главный инженер строившегося завода «Можерез», главный инженер небольшого завода ОГПУ.
В 1933—1936 гг. — начальник паровозного депо Москва-1.
В 1936—1937 г. — начальник Восточного отдела паровозного управления НКПС.
В 1937—1938 гг. — начальник Туркестано-Сибирской железной дороги.
В 1938—1942 гг. — заместитель народного комиссара путей сообщения.
В 1942—1946 гг. — начальник Рязано-Уральской железной дороги.
В 1946—1951 гг. — начальник Среднеазиатского округа железных дорог.
В 1951—1959 гг. — начальник Западной и Калининской железных дорог.
В августе 1941 года во время поездки в Ленинград Константин Иванович Филиппов на станции Мга подобрал попавших под бомбёжку членов государственной комиссии под руководством Вячеслава Молотова.
Избирался депутатом Верховного Совета СССР 2-го созыва.
Выйдя на пенсию написал воспоминания (Немного о прошлом) которые были изданы после его смерти благодаря сыну в 1997 году.
Умер 24 мая 1983 года. Похоронен на Люблинском кладбище в Москве.